# سلسلية
السلسلية (بالإنجليزية: Streptobacillus)‏ هو جنس من البكتيريا الهوائية سلبية الغرام.
تنمو هذه البكتيريا في المزارع على شكل سلاسل قضبان، والأنواع المرتبطة بالعدوى: السِّلْسِلِيَّةُ الطَّوْقِيَّةُ الشَّكِل.
أشير إلى حساسيتها وعلاجها بواسطة البنسلين والإريثروميسين.